# Lou Charmelle
Lou Charmelle, née le 8 octobre 1983 à Périgueux, est une actrice pornographique française.

## Biographie
Née à Périgueux dans une famille d'origine tunisienne, Lou Charmelle, de son vrai nom Sofia Querry, exerce, avant de faire du X, la profession d'aide-soignante dans la région de Bordeaux.
Elle revendique alors une sexualité plutôt libérée sans se considérer, pour autant, comme « libertine ». À 24 ans, elle a déjà pratiqué l'homosexualité ou le triolisme, mais ne se destine pas particulièrement à une carrière dans la pornographie.
Elle découvre le milieu du X à la fin de l'année 2007, à l'occasion d'une simple visite dans un salon érotique à Bordeaux, accompagnée de son colocataire,.
Elle y croise la route du réalisateur Fabien Lafait qui l'aborde pour lui proposer de s'exhiber devant sa caméra. Elle tourne quelques semaines plus tard, en février 2008, dans le cadre du film Serveuses à la Carte, pour le compte de la société JTC, avec Sebastian Barrio pour partenaire. Elle décide de récidiver, toujours sous la houlette de Fabien Lafait. De fil en aiguille, elle se retrouve d'abord sur des salons spécialisés où elle remporte un succès croissant avec ses spectacles de strip-tease, puis devant les caméras d'autres réalisateurs.
Elle apparaît bientôt dans de multiples productions françaises, devant la caméra de réalisateurs comme John B. Root, Hervé Bodilis, Ovidie ou Yannick Perrin. Parallèlement, elle continue de pratiquer son métier d'aide-soignante en Suisse où elle s'installe au début de l'année 2009. Elle affirme tourner, avant tout, par envie bien plus que par nécessité.

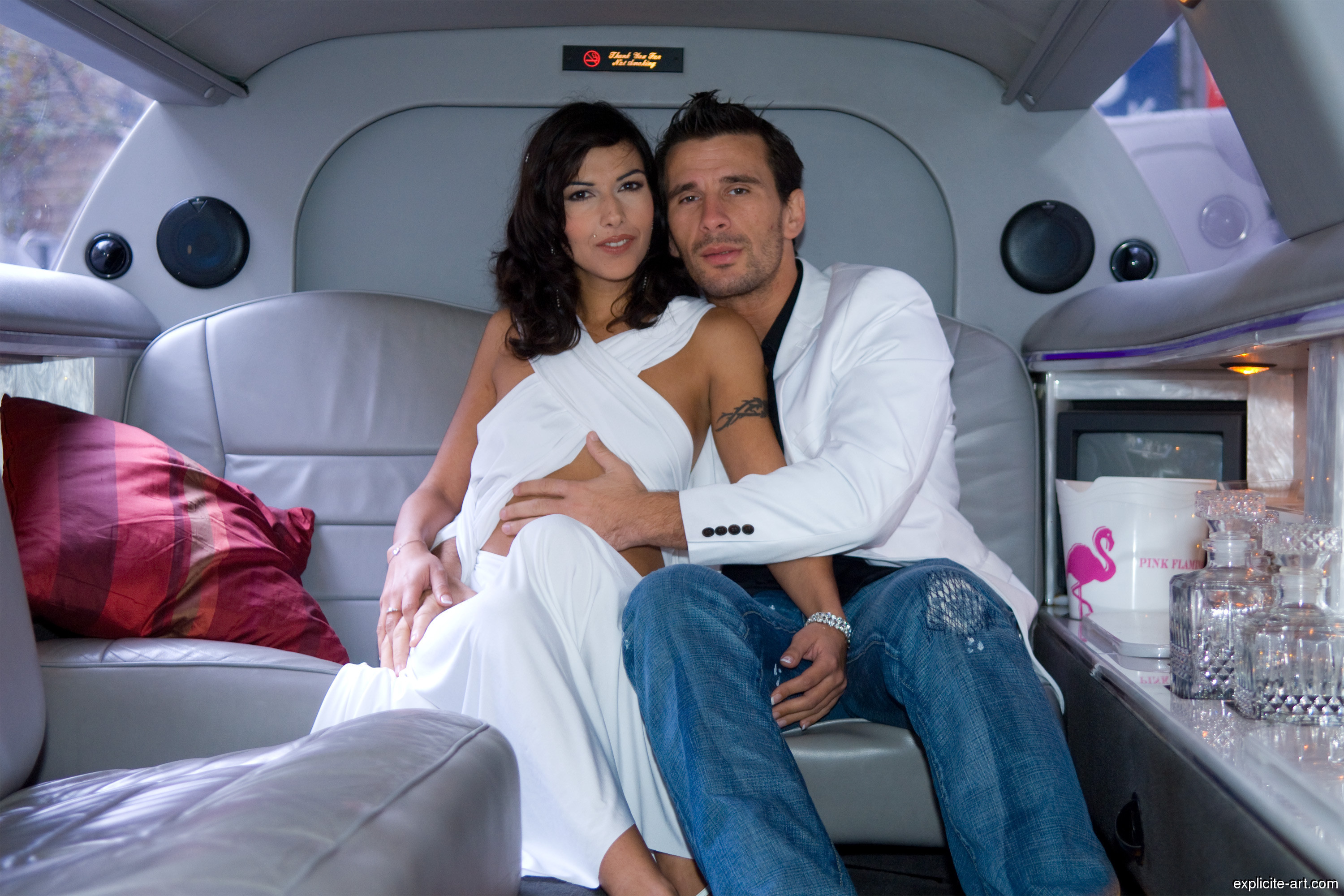
Lou Charmelle et Manuel Ferrara sur le tournage d'une vidéo de John B. Root, en 2010.

Devenue une actrice X premier plan en France, elle part en 2010 travailler aux États-Unis où les réalisateurs de la Porn Valley l'emploient régulièrement, en raison notamment de son aptitude à « encaisser » lors des scènes anales. Elle fait plusieurs séjours américains, pendant lesquels elle tourne des dizaines de scènes pour des gonzos, mais aussi pour des productions scénarisées grâce à sa bonne maîtrise de l'anglais.
En 2011, elle lance un site internet et met un pied dans la réalisation en tournant un gonzo qui sera distribué dans le magazine Hot Vidéo sous le titre Mes Fucking Baises.
Parallèlement à sa carrière à l'écran, elle est l'une des rares actrices pornographiques à revendiquer avoir pratiqué l'escort de luxe de manière occasionnelle, en Suisse, « par le biais d’une agence très prestigieuse aux tarifs élevés ».
En février 2012, interviewée par Katsuni pour Les Inrockuptibles, elle déclare envisager de prendre sa retraite du porno afin de privilégier son couple. En octobre de la même année, elle annonce l'arrêt définitif de ses activités dans le X après presque cinq années de carrière,.
Elle travaille pendant plusieurs années dans le milieu de la musique en organisant des événements techno, puis retourne vivre en Suisse. En avril 2017, elle annonce son retour dans des vidéos X autoproduites, qu'elle réalise en duo avec la hardeuse américaine Lily LaBeau qui s'est également expatriée en Suisse. Parallèlement, elle continue de pratiquer la prostitution de luxe pour « compléter [ses] revenus ».

## Filmographie

### Pornographique
- 2008 : Serveuses à la carte de Fabien Lafait
- 2008 :  Les Castings de Fred Coppula : Acte 1 de Fred Coppula
- 2008 : Bienvenue chez les ch'tites coquines de Fabien Lafait
- 2008 : A ses pieds (épisode de la série X femmes) de Mélanie Laurent
- 2008 : A mes pieds de Ovidie
- 2008 : Le Sexe est dans le pré de Ovidie
- 2008 : Sexe et petits tracas de Jack Tyler
- 2008 : Leçons de sexe : mieux faire l'amour de Ovidie
- 2009 : Prêtes à tout... pour réussir de Fabien Lafait
- 2009 : One Night Sex de Jack Tyler
- 2009 : Campeuses à la ferme de Christian Lavil
- 2009 : Gérard de la Jungle, bête de sexe de Roy Alexandre
- 2009 : Brocante & Vide Grognasses de Pierre Moro
- 2009 : Marie-Noëlle de Christian Lavil
- 2009 : Leçons de sexe : Special Fellation de Ovidie
- 2009 : Leçons de sexe : Spécial Sex Toys de Ovidie
- 2009 : Porntour 8 de Olivier Lesein
- 2009 : Raw de Manuel Ferrara
- 2009 : Comment épouser son patron de Yannick Perrin
- 2009 : Pornstars à domicile 5
- 2009 : Ultimate French Girls 3 de Alexandre Legland
- 2009 : Les Sexpervers de Pascal Lucas
- 2009 : Les Sexpervers 2 de Pascal Lucas
- 2009 : Woodman Casting X de Pierre Woodman
- 2010 : Le Bal des Hardeuses de Fabien Lafait
- 2010 : Best of les actrices françaises de Christian Lavil
- 2010 : Les Castings de mes voisines de Fabien Lafait
- 2010 : Dis-moi que tu m'aimes de John B. Root
- 2010 : Compilation Squirt de John B. Root
- 2010 : Anal Buffet 3 de Jay Sin
- 2010 : Destruction Anale 2 de Andrew Youngman et Frank Major
- 2010 : Les spécialistes de Tanya Hyde
- 2010 : Lou Charmelle dans tous ses états... de Thierry Kemaco
- 2010 : Les Françaises à éclater de Thierry Kemaco
- 2010 : Les Stars de Fred Coppula de Fred Coppula
- 2010 : Rocco's Psycho Love de Rocco Siffredi
- 2010 : Sweet Seductions 3 de Digital Sin
- 2010 : Sex Stories de Ovidie et Jack Tyler
- 2010 : Initiation of Lou Charmelle de Hervé Bodilis
- 2010 : Filthy Anal Girls de Mike Adriano
- 2010 : My First Orgy de Mike Quasar
- 2010 : Jerkoff Material # 5 de Mike John
- 2010 : Slutty & Sluttier 12 de Manuel Ferrara
- 2010 : Anal Fanatic de Grazer
- 2010 : HJ's Oral Cream Pie de HJ
- 2010 : Evil Anal 12 de Manuel Ferrara
- 2010 : Suck It Dry 8 Jonni Darkko
- 2010 : Beat Tha Pussy Up #3 de Justin Slayer
- 2010 : Californique de François Clousot
- 2010 : En Nou koké en Gwada : allons baiser en Guadeloupe de Yannick Perrin
- 2010 : Testament de Alexandre Legland
- 2011 : Mariage Arrangé de Robby D
- 2011 : Interracial Fuck Sluts 2 de Jonni Darkko
- 2011 : Prête à tout pour une grosse bite de Robby D
- 2011 : Fantasy Footjobs 7 de Kick Ass
- 2011 : Spécial Stars du X 2 : les petites françaises de John B. Root
- 2011 : Manuel's fucking french vacation de Manuel Ferrara
- 2011 : Lou Charmelle mes fucking baises de Lou Charmelle
- 2011 : Chiennes en chaleur de Manuel Ferrara
- 2011 : Le Journal cochon de Jordanne de Thierry Kemaco
- 2011 : Ass Ential de Digital Sin
- 2011 : Nail My Tail de Vito Van Gogh
- 2011 : Slutty & Sluttier 14 de Manuel Ferrara
- 2011 : Official Jerry Springer Parody de Nate Liquor
- 2011 : Dirty Panties de Belladonna
- 2011 : Hot Teen Next Door de Reality Kings
- 2011 : Une fille comblée de Gazzman
- 2011 : Thrilla In Vanilla 7 de Blacks On Blondes
- 2011 : Suck It Dry 9 de Jonni Darkko
- 2011 : Flash Brown de Dogfart
- 2011 : Foot Fetish Daily de Flowers
- 2011 : ORGY The XXX Championship de Christophe Clark, Hervé Bodilis et Paul Thomas
- 2011 : Dirty Little Club Sluts de Gazzman
- 2011 : Mes débuts dans le X de Robby D
- 2011 : Fantasy Solos 2 de Kick Ass
- 2011 : HollywooX de Max Antoine
- 2012 : Anal Wreckage 3 de Black Market
- 2012 : Liza aime Lou Charmelle de Liza Del Sierra
- 2012 : Lou Charmelle l'éducation anglaise de Ted D
- 2012 : Interracial Gloryhole Initiations # 11 de Dogfart
- 2012 : Gangland 81 de Devil's Films
- 2012 : Fill Her Up de New Sensations
- 2012 : Blow Me Sandwich 15 de Mike Quasar
- 2012 : She's So Anal de Mike Quasar
- 2012 : Big Butts Like It Big 10 de Brazzers
- 2012 : Anal Size My Wife de TB
- 2012 : Two Can Play This Game de Zero Tolerance
- 2012 : Queen Of The Strap On de Porno Dan
- 2012 : Glam Spank de Bluebird Films
- 2012 : Swallow This # 24 de North Pole
- 2012 : Rocco's POV 9 de Rocco Siffredi
- 2012 : Monsters Of Cock 34 de Bang Bros
- 2012 : Pokin' The Sphincter de New Sensations
- 2012 : Lotsa' Thrilla In Vanilla de Dogfart
- 2012 : Load Warriors 2 de Jonni Darkko
- 2012 : In bed with Katsuni de Katsuni
- 2012 : Porntour Lou Charmelle sa première DP de Enola Sugar et Al Arash
- 2012 : Tug Jobs 25 de Bang Bros
- 2012 : Unplanned Orgies de Porno Dan
- 2012 : Throat Fucks 4 de Jonni Darkko
- 2012 : Educating Reeves A Country Pursuit de Joybear
- 2012 : From Paris With Hard Love de Cream HD
- 2012 : Fuck The Librarians de Cool Max
- 2012 : Porn Art de Crème HD
- 2012 : Dark Haired Beauties de Zero Tolerance
- 2012 : Slumber Party de Porno Dan
- 2013 : Insatiables Hard DP inside de Nathan Blake
- 2013 : Les débuts de... de Alexandre Legland
- 2013 : Lou Charmelle ma vie privée de Lou Charmelle
- 2013 : DP Lovers 3 de Pornstar Cam House
- 2013 : Anal Express de Bluebird Films
- 2013 : Girl On Girl Fantasies de Kick Ass
- 2013 : Deep Throat This # 60 de North Pole

### Non pornographique
- 2011 : Beur sur la ville de Djamel Bensalah : une fille

## Nominations
- 2009 : Nomination au Hot d'or dans la catégorie « Meilleur starlette française »[7]
- 2009 : Nomination au Hot d'or dans la catégorie « Meilleure actrice française »[8].
- 2011 : Nomination au AVN Award dans la catégorie « Meilleure performeuse étrangère de l'année »[9]
- 2012 : Nomination au AVN Award dans la catégorie « Meilleure performeuse étrangère de l'année »[10]